# Вылчовци
Вылчовци (болг. Вълчовци) — село в Болгарии. Находится в Великотырновской области, входит в общину Елена. Население составляет 17 человек.

## Политическая ситуация
Вылчовци подчиняется непосредственно общине и не имеет своего кмета.
Кмет (мэр) общины Елена — Сашо Петков Топалов (Болгарская социалистическая партия (БСП)) по результатам выборов.